# Trupanea eclipta
Trupanea eclipta är en tvåvingeart som beskrevs av Benjamin 1934. Trupanea eclipta ingår i släktet Trupanea och familjen borrflugor. Inga underarter finns listade i Catalogue of Life.